# I. e. 174
Évszázadok: i. e. 3. század – i. e. 2. század – i. e. 1. század
Évtizedek: i. e. 220-as évek – i. e. 210-es évek – i. e. 200-as évek – i. e. 190-es évek – i. e. 180-as évek – i. e. 170-es évek – i. e. 160-as évek – i. e. 150-es évek – i. e. 140-es évek – i. e. 130-as évek – i. e. 120-as évek
Évek: i. e. 179 – i. e. 178 – i. e. 177 – i. e. 176 –  i. e. 175 – i. e. 174 – i. e. 173 – i. e. 172 – i. e. 171 – i. e. 170 – i. e. 169

## Események

### Róma
- Spurius Postumius Albinus Paullulust és Quintus Mucius Scaevolát választják consulnak.

### Hellenisztikus birodalmak
- IV. Antiokhosz szeleukida király adományaival biztosítja, hogy Athénben folytassák a régóta félkészen álló, hatalmas Olümpieion (az Olümpiai Zeusz temploma) építését.

### Kelet-Ázsia
- Meghal Mao-tun, a hsziungnu birodalom alapítója. Utóda fia, Lao-sang. Mao-tun utolsó éveiben döntő vereséget mért a jüecsikre és elűzte őket szállásterületükről.

## Halálozások
- Mao-tun, hsziungnu király
- Titus Quinctius Flamininus, római hadvezér és államférfi

## Fordítás
- Ez a szócikk részben vagy egészben  a(z)   174 BC című angol Wikipédia-szócikk ezen változatának fordításán alapul.  Az eredeti cikk szerkesztőit annak laptörténete sorolja fel. Ez a jelzés csupán a megfogalmazás eredetét és a szerzői jogokat jelzi, nem szolgál a cikkben szereplő információk forrásmegjelöléseként.